# Zita Kácser
Zita Kácser (* 2. Oktober 1988 in Dunaújváros) ist eine ungarische Leichtathletin, die  im Langstrecken- und Hindernislauf an den Start geht. Sie ist Inhaberin des Landesrekords über 3000 m Hindernis und zählt zu den erfolgreichsten ungarischen Langstreckenläuferinnen der 2010er Jahre.

## Sportliche Laufbahn
Erste internationale Erfahrungen sammelte Zita Kácser im Jahr 2007, als sie bei den Junioreneuropameisterschaften in Hengelo in 10:47,01 min den elften Platz über 3000 m Hindernis belegte. Im Jahr darauf erreichte sie bei den Crosslauf-Europameisterschaften 2008 in Brüssel nach 24:37 min Rang 62 im U23-Rennen und 2009 wurde sie bei den U23-Europameisterschaften in Kaunas in 36:41,33 min 15. im 10.000-Meter-Lauf. 2010 wurde sie nach 1:25:22 h Dritte beim Pilsen-Halbmarathon und im Jahr darauf wurde sie mit 1:17:46 h ebenfalls Dritte beim Sarajevo-Halbmarathon und gelangte beim Zagreb-Halbmarathon mit 1:18:14 h auf Rang zwei. 2012 wurde sie bei den Halbmarathonläufen in Osijek, Bytom und Zagreb jeweils Zweite und 2013 siegte sie in 1:27:19 h beim Tuhelj-Halbmarathon. 2014 wurde sie beim Bratislava-Halbmarathon mit 1:21:30 h Dritte und gelangte beim Plitvice-Halbmarathon mit 1:24:32 h auf Rang zwei. 2015 siegte sie dann bei den Halbmarathonläufen in Budaörs, Budapest, Bad Ischl und Podgorica und im Jahr darauf siegte sie in Split und Rovinj. Zudem startete sie über 3000 m Hindernis bei den Europameisterschaften in Amsterdam, verpasste dort aber mit 10:19,74 min den Finaleinzug. 2017 siegte sie bei vier Halbmarathons und steigerte ihre Bestleistung in Zagreb auf 1:13:33 h. Im Jahr darauf siegte sie ebenfalls bei vier Halbmarathonläufen und startete im Hindernislauf erneut bei den Europameisterschaften in Berlin und schied dort mit 9:53,36 min in der Vorrunde aus. 2019 siegte sie bei drei Halbmarathonläufen und 2021 qualifizierte sie sich über die Weltrangliste im Hindernislauf für die Olympischen Sommerspiele in Tokio und verpasste dort mit 10:43,99 min den Finaleinzug.
In den Jahren 2009, 2015 sowie 2016 und 2018 wurde Kácser ungarische Meisterin im 10.000-Meter-Lauf sowie 2013 und 2015 auch über 3000 m Hindernis. Zudem wurde sie 2015 Landesmeisterin im 5000-Meter-Lauf sowie 2016, 2017 und 2021 auch im Halbmarathon. In der Halle sicherte sie sich 2009 und 2015 den Titel im 3000-Meter-Lauf.

## Persönliche Bestleistungen
- 3000 Meter: 9:36,12 min, 26. Juli 2015 in Kaposvár
  - 3000 Meter (Halle): 9:43,13 min, 21. Februar 2016 in Budapest
- 5000 Meter: 1:02,91 min, 3. September 2017 in Budapest
- 10.000 Meter: 33:07,64 min, 29. April 2018 in Budapest
- Halbmarathon: 1:13:33 h, 8. Oktober 2017 in Zagreb
- 3000 Meter Hindernis: 9:26,59 min, 31. August 2019 in Budapest